# A+u
『a+u』（エー・アンド・ユー）は、株式会社エー・アンド・ユーが発行する建築専門月刊誌。誌名の『a+u』は"Architecture and Urbanism"（建築と都市）の略である。

## 概要
毎号、特定の建築家や地域等のテーマを定めて、日本国外の建築家の最近作を中心に、建築作品を紹介する雑誌である。和英併記。